# 일본노동조합총연합회
일본노동조합총연합회(일본어: 日本労働組合総連合会 닛폰로도쿠미아이소렌고카이[*], 영어: Japanese Trade Union Confederation; JTUC), 약칭 연합(일본어: 連合 렌고[*])는 일본의 노총이다. 국제노동조합연합(ITUC)에 가맹하고 있다.

## 연혁
사회당계의 일본노동조합총평의회(총평), 민사당계의 전일본노동총동맹(동맹), 중간파인 중립노동조합연락회의(중립노련), 전국산업별노동조합연합(신산별) 4개 노총을 통일해야 한다는 "노동전선통일(労働戦線統一)" 운동은 1960년대 후반부터 존재했다. 그러나 1986년 일본사회당의 신선언 채택 이전까지 마르크스-레닌주의를 포기하지 않고 자위대 해산, 일장기·기미가요 반대, 탈원전을 주장한 총평(공공부문 노조 중심)과 승공 사민주의를 내세우며 자위대·미일안보·일장기·기미가요에 찬성한 동맹(사기업 노조 중심)은 물과 기름 관계였다. 
1982년 12월 14일 전일본민간노동조합협의회(전민노협)이 결성되면서 4개 노총 통일운동은 크게 진전했다. 전민노협이 1986년 11월 제5차 총회에서 이듬해 가을까지 연합체로 이행할 것을 확정함에 따라, 우선 동맹이 1987년 1월 제23회 연례대회에서 해산방침을 결정하고, 총평, 중립노련, 신산별 3노총도 가을까지 "연합"에 합류할 것을 결정했다.
1987년 11월 19일 동맹과 중립노련이 해산하고 다음날인 11월 20일 55개 산별, 조합원 539만 명의 전일본민간노동조합연합회(전민노련)이 발족했다. 신산별도 1988년 10월 해산하고 합류했다. 총평은 1989년 9월의 제81회 정기대회에서 11월 해산을 최종 확인했다. 일본교직원조합(일교조)도 1989년 9월 정기대회에서 연합 가맹을 결정했다.
1989년 11월 21일, 도쿄후생연금회관에서 일본노동조합총연합회(연합) 창립대회를 열고, 초대 회장에 정보통신산업노동조합연합회(정보통신노련) 위원장 야마자키 아키라가 선출되었다. 총평계 산별들까지 더해 78 산별, 조합원 약 800만 명이 결집되었다. 야마자키는 “노동전선 통일의 공적”에 따라 2000년 5월 훈1등 서보장을 수여받았다.
연합 출범을 “노동계의 우익 재편,” “반공・노사협조 노선”이라고 공격한 공산당계의 통일전선촉진노동조합간담회(통일노조간) 등은 이에 대항하여 연합 결성과 같은 날인 1989년 11월 21일 전국노동조합총연합(전노련)을, 사회당 좌파계의 총평 좌파는 12월 9일 전국노동조합연락협의회(전노협)을 결성했다.

## 가맹 단산
| 명칭                                       | 약칭                           | 조합원    | 산업・기업                    |
| ------------------------------------------ | ------------------------------ | --------- | ----------------------------- |
| 전국섬유화학식품유통서비스일반노동조합동맹 | UA전섬(UAゼンセン)             | 1,767,000 | 섬유, 화공, 유통, 서비스업 등 |
| 전일본자치단체노동조합                     | 자치노(自治労)                 | 785,445   | 지방공무원                    |
| 전일본자동차산업노동조합총연합회           | 자동차총련(自動車総連)         | 784,777   | 수송용기계                    |
| 전일본전기전자정보관련산업노동조합연합회   | 전기연합(電機連合)             | 569,285   | 전기기계                      |
| JAM                                        | JAM                            | 341,681   | 기계                          |
| 일본기간산업노동조합연합회                 | 기간노련(基幹労連)             | 265,130   | 철강, 비철금속                |
| 일본우정그룹노동조합                       | JP노조(JP労組)                 | 243,754   | 일본우정                      |
| 전국생명보험노동조합연합회                 | 생보노련(生保労連)             | 223,614   | 보험                          |
| 일본교직원조합                             | 일교조(日教組)                 | 230,475   | 교육                          |
| 전국전력관련산업노동조합총연합             | 전기총련(電力総連)             | 208,996   | 전기업                        |
| 정보산업노동조합연합회                     | 정보노련(情報労連)             | 199,135   | 정보통신                      |
| 전일본운수산업노동조합연합회               | 운수노련(運輸労連)             | 128,095   | 운수업                        |
| 일본사철노동조합총연합회                   | 사철총련(私鉄総連)             | 113,253   | 사영철도                      |
| 일본식품관련산업노동조합총연합회           | 푸드연합(フード連合)           | 105,909   | 식품                          |
| 일본화학에네르기산업노동조합연합회         | JEC연합(JEC連合)               | 104,038   | 화공, 광업                    |
| 손해보험노동조합연합회                     | 손보노련(損保労連)             | 94,696    | 보험                          |
| 국공관련노동조합연합회                     | 국공연합(国公連合)             | 79,621    | 국가공무원                    |
| 일본철도노동조합연합회                     | JR연합(JR連合)                 | 74,602    | JR                            |
| 서비스투어리즘산업노동조합연합회           | 서비스연합(サービス連合)       | 47,454    | 여행, 숙박                    |
| 전국교통운수노동조합총연합                 | 교통노련(交通労連)             | 45,579    | 운수, 사영대중교통            |
| 전일본해원조합                             | 해원조합(海員組合)             | 45,000    | 수운                          |
| 항공연합                                   | 항공연합 (航空連合)            | 41,419    | 항공운수                      |
| 전일본고무산업노동조합총연합               | 고무연합(ゴム連合)             | 41,023    | 고무                          |
| 일본지펄프지가공산업노동조합연합회         | 지퍼연합(紙パ連合)             | 25,453    | 펄프, 제지                    |
| 전일본전선관련산업노동조합연합회           | 전전선(全電線)                 | 24,757    | 전선                          |
| 전국가스노동조합연합회                     | 전국가스(全国ガス)             | 23,248    | 가스                          |
| 전일본철도노동조합총연합회                 | JR총련(JR総連)                 | 22,561    | JR                            |
| 인쇄정보미디어산업노동조합연합회           | 인쇄노련(印刷労連)             | 20,730    | 인쇄                          |
| 세라믹스산업노동조합연합회                 | 세라믹스연합(セラミックス連合) | 19,610    | 요업・토석                    |
| 전일본수도노동조합                         | 전수도(全水道)                 | 16,281    | 공공수도, 가스                |
| 전국은행원조합연합회의                     | 전은연합(全銀連合)             | 15,008    | 금융                          |
| 전국농림어업단체직원노동조합연합           | 전국농단노(全国農団労)         | 13,725    | 농림수산업 협동조합           |
| 미디어광고영화연극노동조합연합회           | 미디어노련(メディア労連)       | 9,577     | 방송, 영화                    |
| 영화자동차교통노동조합연합회               | 전자교노련(全自交労連)         | 9,515     | 도로여객운송                  |
| 전국노동금고노동조합연합회                 | 전노금(全労金)                 | 8,871     | 노동금고                      |
| 보건의료복지노동조합협의회                 | 헬스케어노협(ヘルスケア労協)   | 8,500     | 의료, 복지                    |
| 전일본삼림임업목재관련산업노동조합연합회   | 삼림노련(森林労連)             | 5,362     | 임업, 국유임야사업            |
| 전국노제노동조합연합회                     | 노제노련(労済労連)             | 4,296     | 공제사업                      |
| 전국노공사업노동조합연합회                 | 노공노련(労供労連)             | 4,228     | 노동자 공급사업               |
| 전인쇄국논동조합                           | 전인쇄(全印刷)                 | 4,060     | 국립인쇄국                    |
| 전국자치단체노동조합연합                   | 자치노련(自治労連)             | 2,970     | 지방공무원                    |
| 전국커뮤니티유니온연합회                   | 전국유니온(全国ユニオン)       | 2,800     | 일반노조                      |
| 전국경마산업노동조합연합회                 | 전국경마연합(全国競馬連合)     | 2,599     | 경마                          |
| JA스태프즈유니온                           | JA연합(JA連合)                 | 1,354     | 농협                          |
| 전일본항만운수노동조합동맹                 | 항운동맹(港運同盟)             | 1,200     | 항만                          |
| 전조폐노동조합                             | 전조폐(全造幣)                 | 766       | 조폐국                        |
| 일본건설산업직원노동조합협의회             | 일건협(日建協)                 | 33,465    | 건설（우호적 참관조직）       |
| 일본고등학교교직원조합                     | 일고교(日高教)                 | 5,815     | 교육 (우호적 참관조직)        |

## 역대 회장
임기는 2년이다.
1. 야마자기 아키라: 1989년(제1회 정기대회)-1995년 (정보통신노련)
2. 아시다 진노스케: 1995년(제4회 정기대회)-1997년 (전섬동맹)
3. 와시오 에츠야: 1997년(제5회 정기대회)-2001년 (철강노련)
4. 사사모리 사요시: 2001년(제7회 정기대회)-2005년 (전력총련)
5. 타카기 츠요시: 2005년(제9회 정기대회)-2009년 (UA전섬)
6. 코가 노후아키: 2009년(제11회 정기대회)-2015년 (전기연합)
7. 고즈 리키오: 2015년(제14회 정기대회)-2021년 (기간노련)
8. 요시노 도모코: 2021년(제17회 정기대회)-현직 (JAM)